# Boris Anderson
Boris Anderson (* 16. November 1978) ist ein deutscher Schriftsteller, Drehbuchautor und Storyliner, der auch als Filmregisseur in Erscheinung getreten ist.
Er arbeitet vor allem fürs Fernsehen und war an insgesamt mehr als 20 Produktionen beteiligt, darunter Verbotene Liebe, Türkisch für Anfänger, Die Anstalt und Alles was zählt.
Boris Anderson studierte Drehbuch und Regie an der Filmakademie Baden-Württemberg. Er lebt in Köln und Berlin.

## Filmografie

### Drehbuch
- 2004–2006: Verbotene Liebe
- 2006: Türkisch für Anfänger
- 2007: GG 19 – Deutschland in 19 Artikeln
- 2008: Die Anstalt – Zurück ins Leben
- 2008–2009: Alles was zählt
- 2010: Hand aufs Herz

### Regie
- 2017: GG 19 – Eine Reise durch Deutschland in 19 Artikeln